# Gonzalo Rosa
Gonzalo Rosa, vollständiger Name Gonzalo Fernando Rosa Herrera, (* 30. November 1990 in Montevideo) ist ein uruguayischer Fußballspieler.

## Karriere
Der 1,76 Meter große Defensivakteur Rosa stand in der Spielzeit 2013/14 zweimal beim in Montevideo beheimateten uruguayischen Erstligisten Club Atlético Rentistas in der Primera División auf dem Platz. Ein Tor erzielte er nicht. Er wechselte zur Apertura 2014 zum Erstligaaufsteiger Club Atlético Atenas. Beim Verein aus San Carlos debütierte er am 24. August 2014 in der Partie gegen den Danubio FC mit einem Startelfeinsatz in der Liga. In der Saison 2014/15 wurde er fünfmal (kein Tor) in der höchsten uruguayischen Spielklasse eingesetzt. Nach dem Abstieg von Atenas am Saisonende wechselte Rosa Mitte Oktober 2015 zum Zweitligakonkurrenten Canadian Soccer Club, für den er in der Apertura 2015 vier Ligaspiele absolvierte. Anfang Februar 2016 schloss er sich dem im Torneo Argentino B antretenden Club Sportivo Villa Cubas an.